# Acacia abietina
Acacia abietina é uma espécie de leguminosa do gênero Acacia, pertencente à família Fabaceae.